# 徐勝
徐勝（ソ・スン、서승、1945年 4月3日 - ）は、在日韓国人2世の法学者。元立命館大学特任教授。前立命館大学コリア研究センター研究顧問、靖国反対共同行動韓国委員会共同代表。専門は、比較人権法、東アジアの法と人権、現代大韓民国の法と政治。
北朝鮮工作員との容疑で韓国で共に逮捕された人権運動家の徐俊植、作家で東京経済大学名誉教授の徐京植は実弟。

## 略歴
京都府生まれ。京都市立堀川高等学校を経て、1968年東京教育大学卒。韓国ソウル大学校大学院に留学中の1971年、スパイとして国家保安法違反容疑でKCIAに逮捕された（学園浸透スパイ団事件）。取調べにおける拷問の途中、自殺を図って顔面に大火傷を負った。公判では火傷を負った顔で現れたため、日本のマスメディアの中には「韓国の官憲が火で顔を焼いた」など、誤報も含めスキャンダラスに報道し、日本で展開されていた救援運動はさらに高揚した。公判では、いわゆる北朝鮮の「工作船」に乗り込み、非合法な形で金日成と朝鮮労働党支配下にある北朝鮮に渡ったことを認めている。
無期懲役(のち懲役20年に減刑)となり、全国獄中闘争委員会共同議長としてたたかいつづけ、自分は非転向政治犯であると主張して、19年間を獄中で過ごす。1990年釈放。1994年に多田謡子反権力人権賞を受賞。2006年に小泉純一郎総理大臣の靖国参拝に反対するキャンドル行動「平和の灯を！ヤスクニの闇へ　キャンドル行動」の共同代表に就任。
米国・カリフォルニア大学バークレー校客員研究員などを経て、1998年から立命館大学コリア研究センター長、法学部教授を歴任し、2011年3月をもって定年、2011年4月より特任教授。コリア研究センター研究顧問。2018年3月31日付で契約解除。

## 主張
- 朝鮮学校への高校無償化法適用が実現していないことについて「本質は朝鮮圧殺政策。植民地時代から冷戦時代、そして今日に至る朝鮮民族に対する主権の否定が根底にある」と非難している[4]。
- 参政権を求め帰化を選択肢の一つとして肯定する主張は、本質において植民地時代の「皇民化政策」「同化政策」の延長線にあると主張している[5]。
- ベトナム戦争での韓国軍の犯罪は日本軍の精神的分身、日本の横暴さが招いたと主張している[6]。

## 著書

### 単著
- 『民衆が真の勝利者――徐勝出獄メッセージ』、影書房、1990年、ISBN 4877140425。
- 『獄中19年――韓国政治犯のたたかい』、岩波書店（岩波新書）、1994年、ISBN 4004303451。
- 『第一歩をふみだすとき――日本とアジアの戦後50年を問う』、日本評論社、1995年、ISBN 4535581932。

### 共著
- （徐俊植）、『徐兄弟 獄中からの手紙――徐勝、徐俊植の10年』、岩波書店（岩波新書）、1981年、ISBN 4004201632。

### 編著
- 『現代韓国の安全保障と治安法制』、法律文化社、2006年、ISBN 4589029383。

### 共編著
- （武者小路公秀監修、松野周治・夏剛）、『東北アジア時代への提言――戦争の危機から平和構築へ』、平凡社、2003年、ISBN 4582481418。
- （大久保史郎）、『現代韓国の民主化と法・政治構造の変動』、日本評論社、2003年、ISBN 4535513732。
- （黄盛彬・庵逧由香）、『「韓流」のうち外――韓国文化力と東アジアの融合反応』、御茶の水書房、2008年、ISBN 427500552X。

### 訳書
- 慧眞著、『ナヌムの家のハルモニたち――元日本軍慰安婦の日々の生活』、人文書院、1998年、ISBN 440923028X。
- 駐韓米軍犯罪根絶のための運動本部編、『駐韓米軍犯罪白書』、青木書店、1999年、ISBN 425099001X。

### 論文
- 「日韓新時代論再考」『木野評論』33号（2002年）
- 「台湾「戒厳時期不當叛乱曁匪諜審判案件補償條例」研究」『立命館法学』271・272号（2001年）
- 「Unbroken Spirits-Nineteen Years in South Korea's Gulag」『Rowman & Littlefield Publishers Inc.』（2001年）
- 「韓半島における和解の政治学」（原文朝鮮語）『5・18研究所・民主主義と人権』第1巻創刊号（韓国光州、2001年）
- 「東アジアの国家暴力」『法社会学』54号（2001年）
- 「『韓日新時代』論考――金大中政権の対日政策」『立命館法学』267号（2000年）
- 「双勝と慈悲――朝鮮半島における和解、協力、統一」『現代思想』（2000年）
- 「日本の国家主義、韓国の民族主義小考」『部落』（1999年）
- 「台湾民衆闘争紀行」『歴史批評』66号（1996年）
- 「東アジアの人権」（原文朝鮮語）『思想』社会科学院（韓国・ソウル、1996年）
- 「開発と人権」『立命館大学国際地域研究』7号（1995年）